# October Tide
Gli October Tide sono un gruppo musicale death doom metal svezia formato nel 1994 inizialmente come progetto parallelo di Jonas Renkse e Fredrik Norrman.

## Storia
Abbandonati temporaneamente i Katatonia, Renkse incontrò Norrman e insieme formarono il gruppo, proponendo uno stile death doom metal dalle atmosfere malinconiche e oscure sulla scia di Dance of December Souls e For Funerals to Come... dei Katatonia.
L'album di debutto, Rain Without End, venne distribuito nel 1997 sotto la VIC Records, la medesima che nel 1993 ristampò su CD il demo Jhva Elohim Meth del 1992. Nel 1999 è stata la volta del secondo album Grey Dawn, uscito attraverso l'italiana Avantgarde Music. Dopodiché il progetto venne messo in pausa a causa degli crescenti impegni dei due musicisti nei Katatonia.
Nel 2009 Norrman, abbandonati in via definitiva i Katatonia, riformò gli October Tide con nuovi musicisti. Nel 2010 la Candlelight Records pubblicò il terzo album A Thin Shell, seguito nel 2013 da Tunnel of No Light e nel 2016 da Winged Waltz.

## Formazione
Attuale
- Fredrik Norrman – chitarra (1994-1999, 2009-presente), basso (1994–1999)
- Mattias Norrman – basso (2012-2016), chitarra (2016-presente)
- Alexander Högbom – voce (2012-presente)
- Johan Jönsegård – basso (2016-presente)
- Jonas Sköld – batteria (2016-presente)

Ex componenti
- Jonas Renkse – voce, batteria, chitarra (1994-1999)
- Mårten Hansen – voce (1999)
- Tobias Netzell – voce (2009-2012)
- Pierre Stam – basso (2010-2012)
- Robin Bergh – batteria (2009-2015)
- Emil Alstermark – chitarra (2009-2016)
- Jocke Wallgren – batteria (2015-2016)

## Discografia
- 1997 – Rain Without End
- 1999 – Grey Dawn
- 2010 – A Thin Shell
- 2013 – Tunnel of No Light
- 2016 – Winged Waltz
- 2019 – In Splendor Below
- 2023 – The Cancer Pledge